# World Series of Poker 1980
 (juillet 2025).
La mise en forme du texte ne suit pas les recommandations de Wikipédia : il faut le « wikifier ».
Les points d'amélioration suivants sont les cas les plus fréquents. Le détail des points à revoir est peut-être précisé sur la page de discussion.
- Les titres sont pré-formatés par le logiciel. Ils ne sont ni en capitales, ni en gras.
- Le texte ne doit pas être écrit en capitales (les noms de famille non plus), ni en gras, ni en italique, ni en « petit »…
- Le gras n'est utilisé que pour surligner le titre de l'article dans l'introduction, une seule fois.
- L'italique est rarement utilisé : mots en langue étrangère, titres d'œuvres, noms de bateaux, etc.
- Les citations ne sont pas en italique mais en corps de texte normal. Elles sont entourées par des guillemets français : « et ».
- Les listes à puces sont à éviter, des paragraphes rédigés étant largement préférés. Les tableaux sont à réserver à la présentation de données structurées (résultats, etc.).
- Les appels de note de bas de page (petits chiffres en exposant, introduits par l'outil «  Source ») sont à placer entre la fin de phrase et le point final[comme ça].
- Les liens internes (vers d'autres articles de Wikipédia) sont à choisir avec parcimonie. Créez des liens vers des articles approfondissant le sujet. Les termes génériques sans rapport avec le sujet sont à éviter, ainsi que les répétitions de liens vers un même terme.
- Les liens externes sont à placer uniquement dans une section « Liens externes », à la fin de l'article. Ces liens sont à choisir avec parcimonie suivant les règles définies. Si un lien sert de source à l'article, son insertion dans le texte est à faire par les notes de bas de page.
- La présentation des références doit suivre les conventions bibliographiques. Il est recommandé d'utiliser les modèles {{Ouvrage}}, {{Chapitre}}, {{Article}}, {{Lien web}} et/ou {{Bibliographie}}. Le mode d'édition visuel peut mettre en forme automatiquement les références.
- Insérer une infobox (cadre d'informations à droite) n'est pas obligatoire pour parachever la mise en page.

Pour une aide détaillée, merci de consulter Aide:Wikification.
Si vous pensez que ces points ont été résolus, vous pouvez retirer ce bandeau et améliorer la mise en forme d'un autre article.
Résultats des World Series of Poker 1980.

## Résultats
| Tournoi                      | Vainqueur                 | Prix     | Finaliste        |
| ---------------------------- | ------------------------- | -------- | ---------------- |
| $1,000 Seven Card Stud Split | Mickey Appleman           | $30,800  | Bob Buckler      |
| $1,000 No Limit Hold'em      | Robert Bone               | $69,000  | David Baxter     |
| $2,000 Draw High             | Pat Callihan              | $15,600  | Irv Warsaw       |
| $400 Ladies' Seven Card Stud | Deby Callihan             | $14,880  | Linda Davis      |
| $5,000 Seven Card Stud       | Pete Christ               | $90,000  | Stu Ungar        |
| $10,000 Deuce to Seven Draw  | Sarge Ferris              | $150,000 | Doyle Brunson    |
| $1,500 No Limit Hold'em      | Gene Fisher               | $113,400 | Louis Hunsucker  |
| $1,000 Ace to Five Draw      | Jim Fugatti               | $35,600  | Johnny Hale      |
| $600 Mixed Doubles           | A. J. Myers & Lynn Harvey | $7,380   | Unknown          |
| $500 Seven Card Stud         | Bobby Schwing             | $52,800  | Don Holt         |
| $1,000 Seven Card Razz       | Lakewood Louie            | $33,600  | Joe Macchiaverna |

## Table Finale du Main Event
| Place | Nom              | Prix     |
| ----- | ---------------- | -------- |
| 1er   | Stu Ungar        | $365,000 |
| 2e    | Doyle Brunson    | $146,000 |
| 3e    | Jay Heimowitz    | $109,500 |
| 4e    | Johnny Moss      | $73,000  |
| 5e    | Charles Dunwoody | $36,500  |
| 6e    | Gabe Kaplan      | None     |